# Lobet den Herrn alle Heiden

Первая страница мотета

Lobet den Herrn alle Heiden (Хвалите Господа, все народы, BWV 230) — мотет Иоганна Себастьяна Баха. Текст мотета основан на стихах псалома 117:1–2. Состоит из 4 частей.
Этот мотет дошёл до нашего времени только в источниках XIX века. Его аутентичность оспаривается на основании того, что его стилистика не похожа на остальные мотеты. Возможно, авторство принадлежит сыну Иоганна Себастьяна Баха, Фридеману или ученику, Гольдбергу.